# Nodutus
Nodutus is een geslacht van rechtvleugeligen uit de familie Proscopiidae. De wetenschappelijke naam van dit geslacht is voor het eerst geldig gepubliceerd in 1972 door Liana.

## Soorten
Het geslacht Nodutus omvat de volgende soorten:
- Nodutus asymetricus Mello-Leitão, 1939
- Nodutus rowelli Bentos-Pereira, 1998
- Nodutus spinosus Klug, 1820